# 新潟市立宮浦中学校
新潟市立宮浦中学校（にいがたしりつ みやうらちゅうがっこう）は、新潟市中央区万代にある公立中学校。

## 概要
新潟駅の北側、万代シテイの東側に位置し、新潟駅周辺地域の通学校となっている。1937年（昭和12年）に開校した、歴史ある学校である。
合唱に力を入れており、2018年（平成30年）には合唱部が、全日本合唱コンクール関東大会で銀賞に輝くなど、成績を残してきている。

## 沿革
- 1937年（昭和12年）4月 - 新潟市立宮浦高等小学校として長嶺尋常小学校内に開校。
- 1937年（昭和12年）6月 - 校章制定。
- 1941年（昭和16年）4月 - 新潟市立宮浦国民学校に校名を改称。
- 1947年（昭和22年）4月 - 学制改革により、宮浦高等小学校が廃校、校名が新潟市立宮浦中学校になる。
- 1959年（昭和34年）3月 - 新校舎工事完工。
- 1964年（昭和39年）6月 - 新潟地震が発生。校舎に大被害を受ける。
- 1976年（昭和51年）4月 - 屋外グラウンドを拡張。
- 1996年（平成8年）1月 - 全国教育美術賞、双葉賞を受賞。
- 1997年（平成9年）7月 - 新校舎完成。
- 2004年（平成16年）4月 - 2学期制を開始。

## 生徒数
全校生徒数は489名（1年生157名、2年生176名、3年生156名、2021年（令和3年）度。）、全17学級
新潟市中央区内3位。
高齢化に伴い、生徒数は、やや減少傾向にある

## 部活動
- 陸上競技部
- 水泳競技部
- 野球部
- サッカー部
- 男子ソフトテニス部
- 女子ソフトテニス部
- 男子バスケットボール部
- 女子バスケットボール部
- バレーボール部
- 卓球部
- 柔道部
- 剣道部
- 吹奏楽部
- 合唱部
- 制作部
- コンピューター部[1] 現在は廃部

## 進学前小学校
- 新潟市立万代長嶺小学校
- 新潟市立南万代小学校
- 新潟市立紫竹山小学校
- 新潟市立笹口小学校[4]

## 周辺
- 柳都大橋
- 万代シテイ
- 朱鷺メッセ